# Neo-prog
Neoprogresivní rock (často zkracovaný na neo-prog, pozor na záměnu s podstatně modernějším new progem) je subžánr progresivního rocku, který se vyvinul ve Spojeném království a populárním byl v 80. letech, přičemž u některých interpretů přežívá dodnes.
Neoprogresivní rock je charakteristický hlubokým emotivním obsahem, často spolu s dramatickými texty a hojným použitím metaforičnosti a strojenosti na pódiu. Hudba je většinou produktem pečlivé kompozice. Subžánr spoléhá na velmi čisté, melodické a emotivní elektrická kytarová sóla kombinovaná s klávesami. Žánr neo-prog ovlivnily zejména skupiny Genesis, Yes, Camel a Pink Floyd. Mezi žánry, které měly na neo-prog vliv patří funk, hard rock a punk rock. Mezi významné představitele patří např. skupina Marillion